# Antonio Resines
Antonio Resines est un acteur espagnol né le 7 août 1954 à Torrelavega en Cantabrie. Il est principalement connu pour son rôle de Diego Serrano dans la série La Famille Serrano (Los Serrano en VO).

## Filmographie sélective

### Cinéma
- 1982 : La Ruche (La colmena)  de Mario Camus : Pepe 'El Astilla'
- 1988 : Tu novia está loca d'Enrique Urbizu
- 1988 : Pasodoble de José Luis García Sánchez
- 1989 : El baile del pato de Manuel Iborra : Carlos
- 1993 : Action mutante (Acción mutante)  de Álex de la Iglesia : Ramón Yarritu
- 1993 : Todos a la cárcel de Luis García Berlanga
- 1995 : Bouche à bouche (Boca a boca) de Manuel Gómez Pereira (non crédité)
- 1997 : La Bonne Étoile (La Buena Estrella) de Ricardo Franco : Rafael
- 1997 : El tiempo de la felicidad
- 1998 : La Fille de tes rêves (La Niña de tus ojos) de Fernando Trueba : Blas Fontiveros
- 1998 : Una pareja perfecta de Francesc Betriu :
- 1999 : Attaque verbale de Miguel Albaladejo : Jorge
- 2000 : El invierno de las anjanas de Pedro Telechea : Matías
- 2002 : Box 507 (La caja 507) de Enrique Urbizu : Modesto Pardo
- 2003 : Monica (Mónica) de Eduard Cortés : Antonio
- 2004 : Le Sortilège de Shanghai  (El Embrujo de Shanghai)  de Fernando Trueba : Kim
- 2009 : Cellule 211 (Celda 211) de Daniel Monzón : José Utrilla
- 2009 : Fuga de cerebros (Hot School) de Fernando González Molina : Padre Natalia
- 2016 : La Reine d'Espagne (La Reina de España) de Fernando Trueba

### Séries télévisées
- 2003 à 2008 : La Famille Serrano : Diego Serrano (145 épisodes)

## Distinctions
- Grand-croix de l'Ordre du 2 mai, 2015.
- Médaille d'or du mérite des beaux-arts, décernée par le Ministère de la Culture espagnol, 2020[1].